# هماتاین
هماتاین (به انگلیسی: Hematein) با فرمول شیمیایی C۱۶H۱۲O۶ یک ترکیب شیمیایی با شناسه پاب‌کم ۱۰۱۳۸ است. که جرم مولی آن ۳۰۰٫۲۶ g/mol می‌باشد. 